# Les Centaures
Pour les articles homonymes, voir Centaure (homonymie).
 (décembre 2009).
Si vous disposez d'ouvrages ou d'articles de référence ou si vous connaissez des sites web de qualité traitant du thème abordé ici, merci de compléter l'article en donnant les références utiles à sa vérifiabilité et en les liant à la section « Notes et références ».
Les Centaures, ou Aurore & Ulysse ou encore Aurore, Ulysse… Les Centaures, est une série de bande dessinée belge créée, scénarisée et dessinée par Pierre Seron, excepté le premier album, qui rassemble deux histoires écrites par Stephen Desberg. Elle est apparue pour la première fois en 1977 dans le magazine hebdomadaire Spirou sous le scénario de Stephen Desberg et de Mittéï pour quelques histoires courtes avant que Pierre Seron en écrive lui-même le scénario.
Publiée par Dupuis de 1982 en 1985 avant de changer d'éditeur : MC Productions en 1988, Éditions Soleil, 1989, et Jourdan pour les rééditions en 1991. Même si la série a connu le succès, elle s'arrête au sixième tome, les lecteurs préférant suivre l'autre série du même auteur, les aventures des Petits Hommes.

## Synopsis
Aurore et Ulysse, les centaures venus de l'Olympe, sont immortels, très jeunes et curieux. Alors qu'ils voulaient savoir comment était ce monde avec ces créatures simples, ils ont désobéi aux ordres interdisant de franchir la porte qui sépare le domaine des dieux de celui des mortels.
Il faut franchir une porte du néant annoncée par trois pointes noires pour regagner l'Olympe. Par on ne sait quel sortilège, chaque fois qu'ils franchissent une telle porte, ils ne se retrouvent pas dans leur monde, mais à une autre époque de la terre des mortels.
Leur bon cœur leur fait aider les défavorisés de ces différentes périodes de l'histoire.

## Historique
Alors qu'il a lancé, en 1967, sa propre série Les Aventures des petits hommes dans un style très influencé par Franquin, Pierre Seron se joint au jeune scénariste Stephen Desberg qui lui écrit quelques histoires avant de proposer la publication dans le magazine hebdomadaire Spirou, Aurore et Ulysse : Le Visiteur et Les Hommes des bois apparaissent pour la première fois en ce 29 décembre 1977 dans le même numéro.
En 1979, à l'occasion du Spécial Noël dans le magazine Spirou, Mittéï écrit une histoire complète en deux pages qui a pour titre Attelage de rêve où, sans doute, de nombreux lecteurs y ont remarqué l'erreur de coloriage. En effet, le coloriste s’est mélangé les pinceaux en intervertissant les couleurs des crinières et des corps de nos héros.
En 1982, Dupuis publie les héros de Pierre Seron en album sous le titre Aurore, Ulysse… Les Centaures.
Le 15 juin 1988, le magazine Spirou présente Uwélématibukaliné, un nouvel épisode des aventures des Petits Hommes, où Aurore et Ulysse vivent une aventure avec Renaud et ses compatriotes. L'épisode est doté d'un nouveau titre, Le Volcan d'or, pour sa parution en album chez Dupuis.
Malgré son succès, Pierre Seron arrête la série en constatant que l'intérêt du grand public se porte essentiellement sur ses Petits Hommes.
Dès 1991, l'éditeur Jourdan réédite la série.
En mai 2022, on annonce le retour des Centaures chez les nouvelles Éditions Mandibulles, qui rééditent les albums en deux intégrales.

## Personnages
- Ulysse
- Aurore

## Publication

### Revues
Spirou
- Sous le scénario de Stephen Desberg :
  - Les Hommes des bois, 29 décembre 1977 — no 2072
  - Le Trophée du bestiaire, 23 mars-13 avril 1978 — du no 2084 à 2 087
  - Trésor de guerre, 20 juillet-27 juillet 1978 — du no 2101 à 2 102
  - L'Étoile du Nord, 16 mars-24 mai 1979 — du no 2135 à 2 148

- Sous le scénario de Mittéï :
  - Attelage de rêve, 20 décembre 1979 — no 2175

- Sous le scénario de Pierre Seron :
  - La Porte du néant, 23 juin 1977 — no 2045
  - Le Visiteur, 29 décembre 1977 — no 2072
  - La Dent couronnée, 10 janvier-17 janvier 1980 — du no 2178 à 2 179
  - Le Loup à deux têtes, 10 juillet-18 septembre 1980 — du no 2204 à 2 214
  - L'Odyssée, 21 octobre-30 décembre 1982 — du no 2323 à 2 333
  - Les Amazones, 27 octobre-17 novembre 1983 — du no 2376 à 2 379
  - Les Châtiments d'Hermès, 21 janvier-28 janvier 1986 — du no 2493 à 2 494 (sous le titre Les Centaures)
  - Uwélématibukaliné, 15 juin- 24 août 1988 — du no 2618 à 2 628 (maintenant sous le sous-titre Le Volcan d'or de la série Les Petits Hommes, tome 24)

### Albums

#### Première série
Publiée sous le titre Aurore & Ulysse, les centaures.
- 1 La Porte du néant, Dupuis, Marcinelle, octobre 1982
Scénario : Stephen Desberg - Dessin : Pierre Seron - Couleurs : Vittorio Leonardo
- 2 Le Loup à deux têtes, Dupuis, Marcinelle, janvier 1983
Scénario et dessin : Pierre Seron - Couleurs : Vittorio Leonardo
- 3 L'Odyssée, Dupuis, Marcinelle, juillet 1984
Scénario : Homère et Pierre Seron - Dessin : Pierre Seron - Couleurs : Vittorio Leonardo
- 4 Les Amazones, Dupuis, Marcinelle, avril 1985
Scénario et dessin : Pierre Seron - Couleurs : Vittorio Leonardo

#### Seconde série
Réédition de trois des quatre albums Dupuis, avec de nouvelles couvertures et deux albums inédits. D'abord chez MC Production puis chez Éditions Soleil et le tout enfin réédité chez Jourdan.
- 1 Les Châtiments d'Hermès, MC Productions, août 1988
Scénario et dessin : Pierre Seron - Couleurs : Vittorio Leonardo
- 2 La Porte du néant, MC Productions, octobre 1988
Scénario : Stephen Desberg - Dessin : Pierre Seron - Couleurs : Vittorio Leonardo
- 3 Kelvinhathor III, Éditions Soleil, septembre 1989
Scénario et dessin : Pierre Seron - Couleurs : Vittorio Leonardo
- 4 Le Loup à deux têtes, Éditions Soleil, janvier 1990
Scénario et dessin : Pierre Seron - Couleurs : Vittorio Leonardo
- 5 L'Odyssée, Jourdan, septembre 1991
Scénario et dessin : Pierre Seron - Couleurs : Vittorio Leonardo

#### Tome spécial
- Les Petits Hommes, tome 24 : Le Volcan d'or, 1988 — Dupuis

### Documentation
- « Aurore et Ulysse », sur bdoubliees.com